# 神経原性腫瘍
神経原性腫瘍（しんけいげんせいしゅよう）は神経にできる非上皮性腫瘍である。WHO分類により分類される。

## 分類
- 良性腫瘍
  - 脈絡膜乳頭腫
  - 神経鞘腫
  - 乏突起細胞腫
  - 星状細胞腫
  - 神経線維腫
  - メラニン細胞性黒斑
  - パラガングリオーマ
  - 髄膜腫
- 悪性腫瘍
  - 神経芽細胞腫
  - 悪性褐色細胞腫
  - メラノーマ
  - 悪性神経鞘腫